# Isaac Jones
Isaac Jones, né le  11 juillet 2000 à Spanaway dans l'État de Washington, est un joueur américain de basket-ball évoluant au poste de pivot voire d'ailier fort et mesurant 2,03 m.

## Biographie

### Carrière professionnelle
Lors de la draft 2024 de la NBA, il n'est pas sélectionné.
En juillet 2024, il signe un contrat two-way avec les Kings de Sacramento. Fin mars 2025, son contrat two-way est converti en un contrat standard.

## Palmarès et distinctions personnelles

### Universitaires
- First-team All-Pac-12 (2024)
- Second-team All-Big Sky (2023)
- Big Sky Newcomer of the Year (2023)

## Statistiques

### Universitaires

#### EnDivision I NCAA
| Saison    | Équipe           | Matchs | Titul. | Min./m | % Tir | % 3pts | % LF | Rbds/m. | Pass/m. | Int/m. | Ctr/m. | Pts/m. |
| --------- | ---------------- | ------ | ------ | ------ | ----- | ------ | ---- | ------- | ------- | ------ | ------ | ------ |
| 2022-2023 | Idaho            | 31     | 31     | 31.5   | .629  | .316   | .676 | 7.8     | 1.7     | .6     | 1.1    | 19.4   |
| 2023-2024 | Washington State | 35     | 34     | 31.7   | .575  | .071   | .712 | 7.6     | 1.5     | .5     | 1.1    | 15.3   |
| Carrière  | Carrière         | 66     | 65     | 31.6   | .603  | .212   | .693 | 7.7     | 1.6     | .6     | 1.1    | 17.2   |

#### EnJunior College
| Saison   | Équipe                | Matchs | Titul. | Min./m | % Tir | % 3pts | % LF | Rbds/m. | Pass/m. | Int/m. | Ctr/m. | Pts/m. |
| -------- | --------------------- | ------ | ------ | ------ | ----- | ------ | ---- | ------- | ------- | ------ | ------ | ------ |
| 2019–20  | Wenatchee Valley (en) | 29     | 20     | 22.2   | .637  | —      | .636 | 7.9     | .6      | .3     | .7     | 10.4   |
| 2020–21  | Wenatchee Valley      | 10     | 10     | 33.3   | .615  | .200   | .629 | 12.6    | 3.4     | .5     | .7     | 18.9   |
| 2021–22  | Wenatchee Valley      | 32     | 31     | 32.8   | .695  | .200   | .728 | 13.2    | 2.3     | .8     | 1.7    | 25.3   |
| Carrière | Carrière              | 71     | 61     | 28.5   | .668  | .182   | .694 | 11.0    | 1.8     | .5     | 1.1    | 18.3   |